# ORION (米米CLUBの曲)
『ORION』（オリオン）は米米CLUBの14枚目のシングル。
1992年12月10日発売。発売元はSony Records。

## 概要
7ヶ月振りの新作。初回生産限定盤アルバム『聖米夜』と同日発売。当シングル3曲も収録されている。

## 収録曲
全曲作詞作曲：米米CLUB
1. ORION
編曲:奈良部匠平 & 米米CLUB
2. WITH YOU
編曲:金子隆博
3. ごきげんよう! PARTY NIGHT
編曲:奈良部 匠平 & 米米CLUB
  - TBS系『生生生生ダウンタウン』オープニングテーマ。当初は「OH! MY ANGEL」(「Phi II」収録)が収録予定だったという。

## 収録アルバム
- 聖米夜 (#1,2,3)
- DECADE (#3)
- HARVEST SINGLES 1985-1992 (#1)